# Aarne L. Blick
Aarne Leopold Blick, finski general, * 3. februar 1894, † 15. februar 1964.